# Mistrzostwa Europy w Judo 1964
13. Mistrzostwa Europy w Judo odbyły się w dniach 25–26 kwietnia 1964 roku w Berlinie. 

## Klasyfikacja medalowa
| Miejsce | Państwo         |   |   |    | Razem |
| ------- | --------------- | - | - | -- | ----- |
| 1       | ZSRR            | 4 | 2 | 0  | 6     |
| 2       | Holandia        | 2 | 4 | 2  | 8     |
| 3       | Francja         | 2 | 2 | 6  | 10    |
| 4       | NRD             | 1 | 0 | 5  | 6     |
| 5       | Austria         | 0 | 1 | 0  | 1     |
| 6       | Wielka Brytania | 0 | 0 | 4  | 4     |
| 7       | Szwajcaria      | 0 | 0 | 1  | 1     |
| Razem   | Razem           | 9 | 9 | 18 | 36    |

## Medaliści

### Mężczyźni Amatorzy
| Konkurencja: | Złoto: | Srebro:                                                                                           | Brąz: |
| −68kg        | André Bourreau | Anton Linskens                                                                                    | Günter Wiesner Eric Hänni |
| −80kg        | Anatoly Bondarenko | Ilya Tsipursky                                                                                    | Jan Snijders Otto Smirat |
| ponad 80kg   | Herbert Niemann | Parnaoz Czikwiladze                                                                               | Tony McConnell Jean-Claude Brondani |
| Open         | Anzor Kiknadze | Jean-Pierre Dessailly                                                                             | Alphonse Lemoine Helmut Howiller |
| Drużynowo    | Ārons Bogoļubovs · Anatoli Bondarenko · Parnaoz Czikwiladze · Alfred Karatschuk · Anzor Kiknadze · Oleg Stepanov · ZSRR | Coos Bonte · Anton Geesink · Jaap Mackaay · Manfred Kuypers · Wim Ruska · Jan Snijders · Holandia | Michel Bourgoin · André Bourreau · Lionel Grossain · Jacques le Berré · Michel Lesturgeon · Mathieu Vallauri · Francja · Manfred Birkholz · Helmut Howiller · Herbert Niemann · Otto Smirat · Günter Wiesner · Erich Zielke · Niemcy |

### Mężczyźni Zawodowcy
| Konkurencja: | Złoto:           | Srebro:         | Brąz:                              |
| −68kg        | Ārons Bogoļubovs | Karl Reisinger  | Brian Jacks Michel Lesturgeon      |
| −80kg        | Lionel Grossain  | Jacques Noris   | Peter Snijders George Kerr         |
| ponad 80kg   | Anton Geesink    | Johan Schaeffer | Anthony Sweeney Marcel Le Normand  |
| Open         | Anton Geesink    | Martin Poglajen | Michel Franceschi Frank Gonschorek |